# Olof Färnström

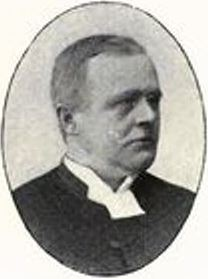
Olof Färnström.

Olof Färnström, född 18 juni 1844 i Färila socken, Gävleborgs län, död 24 maj 1917 i Arbrå församling, Gävleborgs län, var en svensk präst. Han var far till Emil Färnström.
Färnström blev student vid Uppsala universitet 1868 och prästvigdes 1872. Han blev komminister i Riala församling 1872 och i Hamrånge församling 1876, kyrkoherde i Ljusterö församling 1880 och i Rogsta församling 1886, var kontraktsprost 1892–1897, blev kyrkoherde i Arbrå församling 1896 och var åter kontraktsprost 1907–1911.
Färnström utgav Vid Olof Olssons i Flästa jordfästning den 21 juli 1907 (1907) och Predikan i Arbrå kyrka, botdagen den 7 mars 1909 (1909).